# Конвой SC 118
Конвой SC 118 (англ. Convoy SC 118) — 118-й атлантичний конвой серії SC у кількості 64 транспортних суден, що в супроводженні союзних кораблів британської ескортної групи B-2 прямував із Сідні до Ліверпуля. Конвой вийшов 24 січня від берегів Канади і 12 лютого досягнув Ліверпуля. На маршруті руху конвой суден був атакований двадцятьма німецькими підводними човнами, утративши при цьому 12 суден і одне судно пошкодженим (згодом добито); загинуло внаслідок атак та утоплення 445 матросів союзного конвою. Німецький флот утратив три підводні човни затопленими та кілька пошкодженими.

## Історія
24 січня 1943 року судна конвою вирушили з Нью-Йорка і зустрілися з групою ескортних сил B-2 середньо-океанського регіону, що складалася з есмінців класу «V» «Ванесса» та «Вімі», куттера класу «Трежері» «Бібб», есмінця класу «Таун» «Беверлі», корветів класу «Флауер» «Кампанула», «Міньйонет», «Абелія» та «Лобелія», а також рятувального судна конвою «Товард».
Коли вжиті заходи щодо захисту конвоїв у західній Атлантиці поклали край «Другому щасливому часу», адмірал Карл Деніц, головнокомандувач підводних сил Крігсмаріне (BdU), переніс свою увагу на середню Атлантику, щоб уникнути зони досяжності патрулювання літаків. Хоча в середині океану маршрути конвоїв стали менш передбачуваними, Деніц вважав, що збільшена кількість підводних човнів, що діятимуть одночасно, зможе ефективно шукати конвої за сприяння розвідувальних даних, отриманих завдяки розшифровці дешифрувальників морської розвідки (B-Dienst) британського військово-морського шифру номер 3. Однак лише 20 відсотків із 180 трансатлантичних конвоїв, що йшли з кінця липня 1942 року до кінця квітня 1943 року, втратили судна внаслідок нападу підводних човнів.
2 лютого U-456 потопив три судна конвою HX 224. Один із членів екіпажу затопленого німцями судна був підібраний U-632 і повідомив своїм рятувальникам, що за HX 224 слідує повільніший конвой.
У передсвітанковій темряві 4 лютого недбайливий моряк торговельного судна конвою SC 118 запустив піротехнічну освітлювальну ракету з борту норвезького вантажного судна SS Vannik. Німецький підводний човен U-187 виявив транспортний конвой по сліду ракети і повідомив про виявлення ворожого конвою, втім був негайно потоплений есмінцями «Беверлі» та «Вімі» після того, як «Бібб» та «Товард» тріангулювали місцезнаходження підводного човна противника в момент виходу його в ефір, використовуючи високочастотний радіопеленгатор (HF/DF або Huff-Duff). Есмінці врятували 44 члени екіпажу підводного човна. Польське вантажне судно Zagloba було торпедовано на незахищеному боці конвою підводним човном U-262, а U-413 затопив американське вантажне судно West Portal, що відстало від головних сил конвою.
5 лютого ескорт конвою був підсилений куттером класу «Трежері» «Інгем» та есмінцями класу «Вікс» «Беббітт» та «Шенк», які прибули з Ісландії. Підсилений ескорт пошкодив U-262 та U-267.
На світанку 7 лютого підводний човен U-402 капітан-лейтенанта Зігфріда фон Форстнера торпедував британське вантажне судно «Африка», норвезький танкер «Дагільд», грецьке вантажне судно «Калліопі», американський танкер «Роберт Гопкінс», американський вантажний лайнер «Генрі Р. Меллорі» та рятувальне судно конвою Toward.
U-614 потопив британське вантажне судно «Гармала», а «Лобелія» — U-609.
Того ж дня «Флаїнг Фортресс» з 220-ї ескадрильї Королівських ПС потопив U-614. Тієї ж ночі U-402 потопив британське вантажне судно «Ньютон Еш». 9 лютого капітан-лейтенант фон Форстнер був нагороджений Лицарським хрестом Залізного хреста за судна, потоплені його U-402 з цього конвою та з конвою SC 107 під час попереднього патрулювання.
12 лютого конвой SC 118 досягнув Ліверпуля без подальших втрат.

### Підсумки зіткнення
Битва за конвой SC 118 аж ніяк не була найбільшою битвою за конвой, але «це була, мабуть, найважча битва за конвой війни», писав Деніц після війни. Дійсно, група «Пфайль» була під постійним тиском кораблів союзного ескорту, відправивши багатьох на верф для капітального ремонту. Три човни були знищені. Ескорт також не залишився неушкодженим: «Лобелія» повернулася до порту на буксирному тросі після того, як його рушії зламалися, і всі кораблі сильно постраждали через важкі погодні умови. Тим не менш, підводним човнам пощастило, що досвідчений командир групи ескорту Макінтайр залишився в порту, де його корабель «Харвестер» проходив ремонт після протаранного підводного човна під час попереднього походу.

## Кораблі та судна конвою SC 118

### Транспортні судна
Позначення
| Назва                    | Прапор              | Тоннаж (GRT) | Прим.                                                 |
| ------------------------ | ------------------- | ------------ | ----------------------------------------------------- |
| Acme (1916)              | США                 | 6878         |                                                       |
| Adamas (1918)            | Грецьке королівство | 4 144        | 8 лютого затонуло після зіткнення з Samuel Huntington |
| African Prince (1939)    | Велика Британія     | 8031         | судно командора конвою                                |
| Afrika (1920)            | Велика Британія     | 8597         | 7 лютого потоплений U-402                             |
| Ann Skakel (1920)        | США                 | 4949         | прямувало до Ісландії                                 |
| Arizpa (1920)            | США                 | 5437         |                                                       |
| Athelprince (1926)       | Велика Британія     | 8782         | судно віце-командора конвою                           |
| Baron Haig (1926)        | Велика Британія     | 3391         |                                                       |
| Baron Ramsey (1929)      | Велика Британія     | 3650         |                                                       |
| Bestik (1920)            | Норвегія            | 2684         |                                                       |
| Blairdevon (1925)        | Велика Британія     | 3282         |                                                       |
| Celtic Star (1918)       | Велика Британія     | 5575         |                                                       |
| Cetus (1920)             | Норвегія            | 2614         |                                                       |
| City of Khios (1925)     | Велика Британія     | 5574         |                                                       |
| Daghild (1927)           | Норвегія            | 2614         | 7 лютого пошкоджений U-402, 8 лютого потоплений U-608 |
| Dallington Court (1929)  | Велика Британія     | 6889         |                                                       |
| Danae II (1936)          | Велика Британія     | 2660         |                                                       |
| Danby (1937)             | Велика Британія     | 4281         |                                                       |
| Daylight (1931)          | США                 | 9180         |                                                       |
| Deido (1928)             | Велика Британія     | 3894         |                                                       |
| Dettifoss (1930)         | Ісландія            | 1564         |                                                       |
| Dordrecht (1928)         | Нідерланди          | 4402         |                                                       |
| Empire Gareth (1942)     | Велика Британія     | 2847         |                                                       |
| Empire Liberty (1941)    | Велика Британія     | 7157         |                                                       |
| Glarona (1928)           | Норвегія            | 9912         |                                                       |
| Gogra (1919)             | Велика Британія     | 5190         |                                                       |
| Gold Shell (1931)        | Велика Британія     | 8208         |                                                       |
| Grey County (1918)       | Норвегія            | 5194         |                                                       |
| Gulf of Mexico (1917)    | США                 | 7807         |                                                       |
| H M Flagler (1918)       | Панама              | 8208         | танкер-заправник                                      |
| Harmala (1935)           | Велика Британія     | 5730         | 7 лютого потоплено U-614                              |
| Helder (1920)            | Нідерланди          | 3629         |                                                       |
| Henry Mallory (1916)     | США                 | 6063         | 7 лютого потоплено U-402                              |
| Ioannis Frangos (1912)   | Грецьке королівство | 3442         |                                                       |
| Julius Thomsen (1927)    | Данія               | 1151         | прямував до Гренландії                                |
| Kalliopi (1910)          | Грецьке королівство | 4965         | 7 лютого потоплено U-402                              |
| King Stephen (1928)      | Велика Британія     | 5274         |                                                       |
| Kiruna (1921)            | Швеція              | 5484         |                                                       |
| Lagarfoss (1904)         | Ісландія            | 1211         |                                                       |
| Makedonia (1942)         | Грецьке королівство | 7044         |                                                       |
| Mana (1920)              | Гондурас            | 3283         | прямувало до Ісландії                                 |
| Maud (1930)              | Норвегія            | 3189         |                                                       |
| New York City (1917)     | Велика Британія     | 2710         |                                                       |
| Newton Ash (1925)        | Велика Британія     | 4625         | 8 лютого потоплено U-402                              |
| Norbryn (1922)           | Норвегія            | 5087         |                                                       |
| Permian (1931)           | Панама              | 8890         |                                                       |
| Petter II (1922)         | Норвегія            | 7417         |                                                       |
| Polyktor (1914)          | Грецьке королівство | 4077         | 6 лютого потоплено U-266                              |
| Radmanso (1914)          | Швеція              | 4280         |                                                       |
| Radport (1925)           | Велика Британія     | 5355         |                                                       |
| Redgate (1929)           | Велика Британія     | 4323         |                                                       |
| Robert E. Hopkins (1921) | США                 | 6625         | танкер-заправник; 7 лютого потоплений U-402           |
| Samuel Huntington (1942) | США                 | 7181         | судно класу «Ліберті»                                 |
| Sheaf Holme (1929)       | Велика Британія     | 4814         |                                                       |
| Sommerstad (1926)        | Норвегія            | 5923         |                                                       |
| Stad Arnhem (1920)       | Нідерланди          | 3819         |                                                       |
| Tilemachos (1911)        | Грецьке королівство | 3658         |                                                       |
| Toward (1923)            | Велика Британія     | 1571         | рятувальне судно конвою; 7 лютого потоплено U-402     |
| Vacuum (1920)            | США                 | 7020         |                                                       |
| Vannik (1940)            | Норвегія            | 1333         | прямувало до Ісландії                                 |
| West Portal (1920)       | США                 | 5376         | 5 лютого потоплено U-413                              |
| Yemassee (1922)          | Панама              | 2001         | прямувало до Ісландії                                 |
| Zagloba (1938)           | Польща              | 2864         | 6 лютого потоплено U-262                              |

### Кораблі ескорту
| Назва                 | Прапор                                  | Тип корабля                                               | Прим.              |
| --------------------- | --------------------------------------- | --------------------------------------------------------- | ------------------ |
| «Абелія»              | Військово-морські сили Великої Британії | корвет типу «Флавер»                                      | 31 січня—11 лютого |
| «Анемон»              | Військово-морські сили Великої Британії | корвет типу «Флавер»                                      | 31 січня—12 лютого |
| HMS Aquamarine (4.00) | Військово-морські сили Великої Британії | протичовновий траулер                                     | 11-12 лютого       |
| «Ерроухед»            | Військово-морські сили Канади           | корвет типу «Флавер»                                      | 24—28 січня        |
| «Беверлі»             | Військово-морські сили Великої Британії | ескадрений міноносець типу «Таун»                         | 31 січня—12 лютого |
| «Кампанула»           | Військово-морські сили Великої Британії | корвет типу «Флавер»                                      | 31 січня—11 лютого |
| «Чикутімі»            | Військово-морські сили Канади           | корвет типу «Флавер»                                      | 24—28 січня        |
| «Коувічан»            | Військово-морські сили Канади           | тральщик типу «Бангор»                                    | 27—31 січня        |
| «Дігбі»               | Військово-морські сили Канади           | тральщик типу «Бангор»                                    | 24—28 січня        |
| «Данвеган»            | Військово-морські сили Канади           | корвет типу «Флавер»                                      | 27—31 січня        |
| «Феннел»              | Військово-морські сили Канади           | корвет типу «Флавер»                                      | 27—31 січня        |
| «Лобеліа»             | ВМС Вільної Франції                     | корвет типу «Флавер»                                      | 1-8 лютого         |
| «Мейфлавер»           | Військово-морські сили Канади           | корвет типу «Флавер»                                      | 27—31 січня        |
| «Мінонет»             | Військово-морські сили Великої Британії | корвет типу «Флавер»                                      | 31 січня—10 лютого |
| «Труро»               | Військово-морські сили Канади           | тральщик типу «Бангор»                                    | 27—31 січня        |
| «Біб»                 | Берегова охорона США                    | куттер типу «Трежері»                                     | 1-9 лютого         |
| «Інгем»               | Берегова охорона США                    | куттер типу «Трежері»                                     | 5-9 лютого         |
| «Беббітт»             | Військово-морські сили США              | ескадрений міноносець типу «Вікс»                         | 6-8 лютого         |
| «Шенк»                | Військово-морські сили США              | ескадрений міноносець типу «Вікс»                         | 6-9 лютого         |
| «Ванесса»             | Військово-морські сили Великої Британії | ескадрений міноносець типу «V»                            | 31 січня—11 лютого |
| «Вімі»                | Військово-морські сили Великої Британії | ескадрений міноносець «Адміралті» типу «V»                | 31 січня—13 лютого |
| «Вітч»                | Військово-морські сили Великої Британії | ескадрений міноносець «Модифікований Торнікрофт» типу «W» | 1-4 лютого         |

## Підводні човни Крігсмаріне, що брали участь в атаці на конвой[14]
Позначення
| Назва                               | Тип                              | Командир                                               | Результати атаки                                                                                               | Прим.                                                                                            |
| Вовча зграя «Пфайль» (13 човнів)    | Вовча зграя «Пфайль» (13 човнів) | Вовча зграя «Пфайль» (13 човнів)                       | Вовча зграя «Пфайль» (13 човнів)                                                                               | Вовча зграя «Пфайль» (13 човнів)                                                                 |
| ----------------------------------- | -------------------------------- | ------------------------------------------------------ | --- | ------------------------------------------------------------------------------------------------ |
| U-89                                | VIIC                             | капітан-лейтенант Дітріх Ломанн                        | не здобув успіху                                                                                               |                                                                                                  |
| U-135                               | VIIC                             | оберлейтенант-цур-зее резерву Гайнц Шютт               | не здобув успіху                                                                                               |                                                                                                  |
| U-187                               | IXC/40                           | оберлейтенант-цур-зее Ральф Мюнніх                     | не здобув успіху                                                                                               | 4 лютого 1943 року потоплений глибинними бомбами британських есмінців «Вімі» та «Беверлі»        |
| U-262                               | VIIC                             | капітан-лейтенант Гайнц Франке                         | 6 лютого затопив Zagloba                                                                                       |                                                                                                  |
| U-266                               | VIIC                             | капітан-лейтенант Ральф фон Єссен                      | 6 лютого затопив Polyktor                                                                                      |                                                                                                  |
| U-267                               | VIIC                             | капітан-лейтенант Отто Тіншерт                         | не здобув успіху                                                                                               |                                                                                                  |
| U-402                               | VIIC                             | капітан-лейтенант Зігфрід фон Форстнер                 | 7 лютого затопив Toward, Robert E. Hopkins, Afrika, Henry R. Mallory, Kalliopi, Newton Ash та пошкодив Daghild |                                                                                                  |
| U-413                               | VIIC                             | капітан-лейтенант Густав Пель                          | 5 лютого затопив West Portal                                                                                   |                                                                                                  |
| U-454                               | VIIC                             | капітан-лейтенант Буркгард Гаклендер                   | не здобув успіху                                                                                               |                                                                                                  |
| U-465                               | VIIC                             | капітан-лейтенант Гайнц Вольф                          | не здобув успіху                                                                                               |                                                                                                  |
| U-594                               | VIIC                             | капітан-лейтенант Фрідріх Мумм                         | не здобув успіху                                                                                               |                                                                                                  |
| U-608                               | VIIC                             | капітан-лейтенант Рольф Штрукмаєр                      | 8 лютого затопив пошкоджений Daghild з десантним судно HMS LCT-2335 на борту                                   |                                                                                                  |
| U-609                               | VIIC                             | оберлейтенант-цур-зее Клаус Рудлофф                    | не здобув успіху                                                                                               | 6 лютого 1943 року потоплений глибинними бомбами французького корвета «Лобеліа»                  |
| «Вовча зграя» «Хаудеген» (5 човнів) |                                  |                                                        | |                                                                                                  |
| U-438                               | VIIC                             | капітан-лейтенант Рудольф Франціус                     | не здобув успіху                                                                                               |                                                                                                  |
| U-613                               | типу VIIC                        | корветтен-капітан Гельмут Кеппе                        | не здобув успіху                                                                                               |                                                                                                  |
| U-624                               | типу VIIC                        | оберлейтенант-цур-зее граф Ульріх фон Зоден-Фраунгофен | не здобув успіху                                                                                               | 7 лютого 1943 року потоплений глибинними бомбами британського бомбардувальника «Флаїнг Фортресс» |
| U-704                               | VIIC                             | капітан-лейтенант Горст Вільгельм Кесслер              | не здобув успіху                                                                                               |                                                                                                  |
| U-752                               | VIIC                             | капітан-лейтенант Карл-Ернст Шретер                    | не здобув успіху                                                                                               |                                                                                                  |
| Додаткова група (2 човни)           |                                  |                                                        | |                                                                                                  |
| U-456                               | типу VIIC                        | капітан-лейтенант Макс-Мартін Тайхерт                  | не здобув успіху                                                                                               |                                                                                                  |
| U-614                               | типу VIIC                        | капітан-лейтенант Вольфганг Штретер                    | не здобув успіху                                                                                               |                                                                                                  |